# Agatharchides
Agatharchides var en grekisk historiker och geograf, som levde under andra århundradet f.Kr.. 
Han kom ifrån Knidos. Man vet mycket litet om honom, men han skriver bland annat om att han hade svårt att komma åt biblioteket i Alexandria. Han förordade krig mot folken söder om Egypten och beskrev dem i nedsättande ordalag. Bland annat tros hans beskrivning av folken kring Afrikas horn, vara det som gav upphov till ordet Schimpanser. Dessa skall ha ätit blad från träd. 
Han beskrev Sabeerna (Σαβαĩοι eller السبأيين) som var ett arabiskt folk.  
Han skrev i varje fall tre böcker. Han har beskrivits av Burstein.
Nedslagskratern Agatharchides på månen är uppkallad efter honom.